# Thomas Ebrill
Thomas Ebrill (parfois orthographié Abrill), dont la date de naissance est inconnue et mort le 2 novembre 1842 à l'île des Pins en Nouvelle-Calédonie, est un capitaine de goélette et un marchand britannique qui à l'occasion de son commerce dans les Tuamotu et le Pacifique Sud dans le premier tiers du XIXe siècle fit notamment la découverte des îles du groupe Actéon.

## Biographie
Les premières mentions de Thomas Ebrill indiquent que second à bord du Macquarie – une petite goélette de 40 tonneaux appartenant au fils du missionnaire William Henry et faisant du commerce entre l'île Pitcairn et les Marquises – il devient ensuite exploitant en 1820, avec son beau-frère Samuel Pinder Henry d'une plantation de canne à sucre à Taravao sur l'île de Tahiti. Quelques années plus tard, il s'adonne au commerce des perles, de la nacre, de la coprah, du santal, dans l'archipel des Gambier de 1832 à 1839. Il pratique à cette époque un commerce triangulaire dans le Pacifique Sud entre la Polynésie, Sydney en Australie et Valparaíso au Chili.
Lors de ses voyages à bord des navires Minerva, Star et Amphitrite (il est le commandant de ce dernier) de 1826 à 1842, Thomas Ebrill décrit quelques nouveaux atolls des Tuamotu notamment les îles du groupe Actéon qui prendront leur nom actuel en 1837 lors du passage d'Edward Russell, commandant de l'HMS Actaeon. En 1839, il vient en aide au navigateur français Cyrille Pierre Théodore Laplace qui s'était échoué sur un récif de Tahiti.
Le 1er novembre 1842, alors que Thomas Ebrill en provenance de Sydney aborde l'île des Pins au sud de la Nouvelle-Calédonie pour faire cargaison de santal, son bateau le Star est attaqué par des indigènes locaux de la tribu Kunié sur ordre de leur grand chef Ti-Toourou – dans un contexte de tensions croissantes entre les indigènes, les santaliers, et les missionnaires anglicans de la London Missionary Society – qui massacrent l'ensemble de l'équipage, pillent et brûlent le navire. Selon les versions, Thomas Ebrill est la première victime de l'attaque ou meurt de ses blessures le lendemain,.

## Hommage
En hommage à Thomas Ebrill, son nom fut donné à un récif protégé par l'UICN situé à environ 130 km à l'est des îles Gambier : le récif Ebrill ou récif de la Minerve (du nom de son navire) dans son appellation la plus courante.